# Italian Open 2015 (теніс)
Italian Open 2015 (також відомий під назвою Rome Masters 2015[джерело?] і спонсорською назвою Internazionali BNL d'Italia 2015) - чоловічий і жіночий тенісний турнір, що проходив на відкритих кортах з ґрунтовим покриттям Foro Italico в Римі (Італія). Це був 72-й за ліком Italian Open. Належав до категорії Мастерс у рамках Туру ATP 2015 і категорії Premier 5 у рамках Туру WTA 2015. Тривав з 10 до 17 травня 2015 року.

## Очки і призові

### Нарахування очок
| Дисципліна                 | П    | Ф   | ПФ  | ЧФ  | 1/8 | 1/16 | 1/32 | Q   | Q2  | Q1  |
| Чоловіки, одиночний розряд | 1000 | 600 | 360 | 180 | 90  | 45   | 10   | 25  | 16  | 0   |
| Чоловіки, парний розряд    | 1000 | 600 | 360 | 180 | 90  | 0    | Н/Д  | Н/Д | Н/Д | Н/Д |
| Жінки, одиночний розряд    | 900  | 585 | 350 | 190 | 105 | 60   | 1    | 30  | 20  | 1   |
| Жінки, парний розряд       | 900  | 585 | 350 | 190 | 105 | 1    | Н/Д  | Н/Д | Н/Д | Н/Д |

### Призові гроші
| Дисципліна                 | П        | F        | ПФ       | ЧФ      | 1/8     | 1/16    | 1/32    | Q2     | Q1     |
| Чоловіки, одиночний розряд | €628,100 | €308,000 | €155,000 | €78,820 | €40,930 | €21,580 | €11,650 | €2,685 | €1,370 |
| Жінки, одиночний розряд    | €400,250 | €199,750 | €99,870  | €46,000 | €22,800 | €11,710 | €6,020  | €3,350 | €1,720 |
| Чоловіки, парний розряд    | €194,500 | €95,230  | €47,770  | €24,520 | €12,670 | €6,690  | Н/Д     | Н/Д    | Н/Д    |
| Жінки, парний розряд       | €114,250 | €57,840  | €28,630  | €14,410 | €7,280  | €3,605  | Н/Д     | Н/Д    | Н/Д    |

## Учасники

### Одиночний розряд

#### Сіяні учасники
| Країна          | Гравець               | Рейтинг1 | Сіяний |
| --------------- | --------------------- | -------- | ------ |
| Сербія          | Новак Джокович        | 1        | 1      |
| Швейцарія       | Роджер Федерер        | 2        | 2      |
| Велика Британія | Енді Маррей           | 3        | 3      |
| Іспанія         | Рафаель Надаль        | 4        | 4      |
| Японія          | Кей Нісікорі          | 5        | 5      |
| Чехія           | Томаш Бердих          | 7        | 6      |
| Іспанія         | Давид Феррер          | 8        | 7      |
| Швейцарія       | Стен Вавринка         | 9        | 8      |
| Хорватія        | Марин Чилич           | 10       | 9      |
| Болгарія        | Григор Димитров       | 11       | 10     |
| Іспанія         | Фелісіано Лопес       | 12       | 11     |
| Франція         | Жиль Сімон            | 13       | 12     |
| Франція         | Жо-Вілфрід Тсонга     | 14       | 13     |
| Іспанія         | Роберто Баутіста Аґут | 16       | 14     |
| ПАР             | Кевін Андерсон        | 17       | 15     |
| США             | Джон Ізнер            | 18       | 16     |

- Рейтинг подано станом на 4 травня 2015.

#### Інші учасники
Нижче наведено учасників, які отримали вайлд-кард на участь в основній сітці:
- Matteo Donati
- Федеріко Гайо
- Паоло Лоренці
- Лука Ванні

Такі учасники отримали право на участь в основній сітці завдяки захищеному рейтингові:
- Ніколас Альмагро
- Флоріан Маєр

Нижче наведено гравців, які пробились в основну сітку через стадію кваліфікації:
- Андреа Арнабольді
- Томас Беллуччі
- Олександр Долгополов
- Томас Фаббіано
- Марсель Їльхан
- Душан Лайович
- Дієго Шварцман

#### Відмовились від участі
До початку турніру
- Бенжамін Бекер → його замінив  Стів Джонсон
- Жульєн Беннето → його замінив  Сімоне Болеллі
- Іво Карлович → його замінив  Марсель Гранольєрс
- Гаель Монфіс → його замінив  Дональд Янг
- Жіль Мюллер → його замінив  Джек Сок
- Мілош Раоніч → його замінив  Домінік Тім
- Андреас Сеппі → його замінив  Єжи Янович
- Томмі Робредо → його замінив  Їржі Веселий
- Фернандо Вердаско → його замінив  Жуан Соуза

Під час турніру
- Енді Маррей (втома)

#### Знялись
- Філіпп Кольшрайбер
- Жиль Сімон

### Парний розряд

#### Сіяні пари
| Країна     | Гравець            | Країна   | Гравець        | Рейтинг1 | Сіяний |
| ---------- | ------------------ | -------- | -------------- | -------- | ------ |
| США        | Боб Браян          | США      | Майк Браян     | 2        | 1      |
| Хорватія   | Іван Додіг         | Бразилія | Марсело Мело   | 9        | 2      |
| Нідерланди | Жан-Жульєн Роєр    | Румунія  | Горія Текеу    | 23       | 3      |
| Польща     | Марцін Матковський | Сербія   | Ненад Зімоньїч | 26       | 4      |
| Іспанія    | Марсель Гранольєрс | Іспанія  | Марк Лопес     | 27       | 5      |
| Канада     | Деніел Нестор      | Індія    | Леандер Паес   | 30       | 6      |
| Австрія    | Александер Пея     | Бразилія | Бруно Соарес   | 32       | 7      |
| Італія     | Сімоне Болеллі     | Італія   | Фабіо Фоніні   | 34       | 8      |

- Рейтинг подано станом на 4 травня 2015.

#### Інші учасники
Нижче наведено пари, які отримали вайлдкард на участь в основній сітці:
- Matteo Donati /  Стефано Наполітано
- Паоло Лоренці /  Лука Ванні

## Учасниці

### Одиночний розряд

#### Сіяні учасниці
| Країна    | Гравчиня             | Рейтинг1 | Сіяна |
| --------- | -------------------- | -------- | ----- |
| США       | Серена Вільямс       | 1        | 1     |
| Румунія   | Сімона Халеп         | 2        | 2     |
| Росія     | Марія Шарапова       | 3        | 3     |
| Чехія     | Петра Квітова        | 4        | 4     |
| Данія     | Каролін Возняцкі     | 5        | 5     |
| Канада    | Ежені Бушар          | 6        | 6     |
| Сербія    | Ана Іванович         | 7        | 7     |
| Росія     | Катерина Макарова    | 8        | 8     |
| Німеччина | Анджелік Кербер      | 11       | 9     |
| Іспанія   | Карла Суарес Наварро | 12       | 10    |
| Чехія     | Кароліна Плішкова    | 13       | 11    |
| Чехія     | Луціє Шафарова       | 14       | 12    |
| Італія    | Сара Еррані          | 15       | 13    |
| США       | Вінус Вільямс        | 16       | 14    |
| США       | Медісон Кіз          | 17       | 15    |
| Сербія    | Єлена Янкович        | 18       | 16    |

- Рейтинг подано станом на 4 травня 2015.

#### Інші учасниці
Нижче наведено учасниць, які отримали вайлд-кард на участь в основній сітці:
- Настасья Барнетт
- Карін Кнапп
- Франческа Ск'явоне

Нижче наведено гравчинь, які пробились в основну сітку через стадію кваліфікації:
- Місакі Дой
- Александра Дулгеру
- Дарія Гаврилова
- Бояна Йовановські
- Крістіна Макгейл
- Уршуля Радванська
- Катерина Сінякова
- Олена Весніна

Такі тенісистки потрапили в основну сітку як Щасливі лузери:
- Луціє Градецька
- Крістіна Младенович
- Анна Кароліна Шмідлова

#### Відмовились від участі
До початку турніру
- Кейсі Деллаква → її замінила  Луціє Градецька
- Світлана Кузнецова → її замінила  Крістіна Младенович
- Гарбінє Мугуруса → її замінила  Анна Кароліна Шмідлова
- Пен Шуай → її замінила  Магдалена Рибарикова
- Андреа Петкович → її замінила  Моніка Пуїг
- Агнешка Радванська → її замінила  Даніела Гантухова

Під час турніру
- Серена Вільямс

#### Знялись
- Ярміла Ґайдошова

### Парний розряд

#### Сіяні пари
| Країна            | Гравчиня            | Країна   | Гравчиня               | Рейтинг1 | Сіяна |
| ----------------- | ------------------- | -------- | ---------------------- | -------- | ----- |
| Швейцарія         | Мартіна Хінгіс      | Індія    | Саня Мірза             | 5        | 1     |
| Китайський Тайбей | Сє Шувей            | Італія   | Флавія Пеннетта        | 25       | 2     |
| Угорщина          | Тімеа Бабош         | Франція  | Крістіна Младенович    | 27       | 3     |
| Франція           | Каролін Гарсія      | Словенія | Катарина Среботнік     | 38       | 4     |
| США               | Бетані Маттек-Сендс | Чехія    | Луціє Шафарова         | 41       | 5     |
| Чехія             | Андреа Главачкова   | Чехія    | Луціє Градецька        | 45       | 6     |
| Китайський Тайбей | Чжань Юнжань        | КНР      | Чжен Цзє               | 49       | 7     |
| Росія             | Алла Кудрявцева     | Росія    | Анастасія Павлюченкова | 53       | 8     |

- Рейтинг подано станом на 4 травня 2015.

#### Інші учасниці
Нижче наведено пари, які отримали вайлдкард на участь в основній сітці:
- Настасья Барнетт  /  Джасмін Паоліні
- Марія Елена Камерін /  Корінна Дентоні
- Сімона Халеп /  Франческа Ск'явоне
- Даніела Гантухова /  Саманта Стосур

## Переможці та фіналісти

### Чоловіки. Одиночний розряд
- Новак Джокович —  Роджер Федерер, 6–4, 6–3

### Одиночний розряд. Жінки
- Марія Шарапова —  Карла Суарес Наварро, 4–6, 7–5, 6–1

### Парний розряд. Чоловіки
- Пабло Куевас /  Давід Марреро —  Марсель Гранольєрс /  Марк Лопес, 6–4, 7–5

### Парний розряд. Жінки
- Тімеа Бабош /  Крістіна Младенович —  Мартіна Хінгіс /  Саня Мірза, 6–4, 6–3